# Leyenbroek

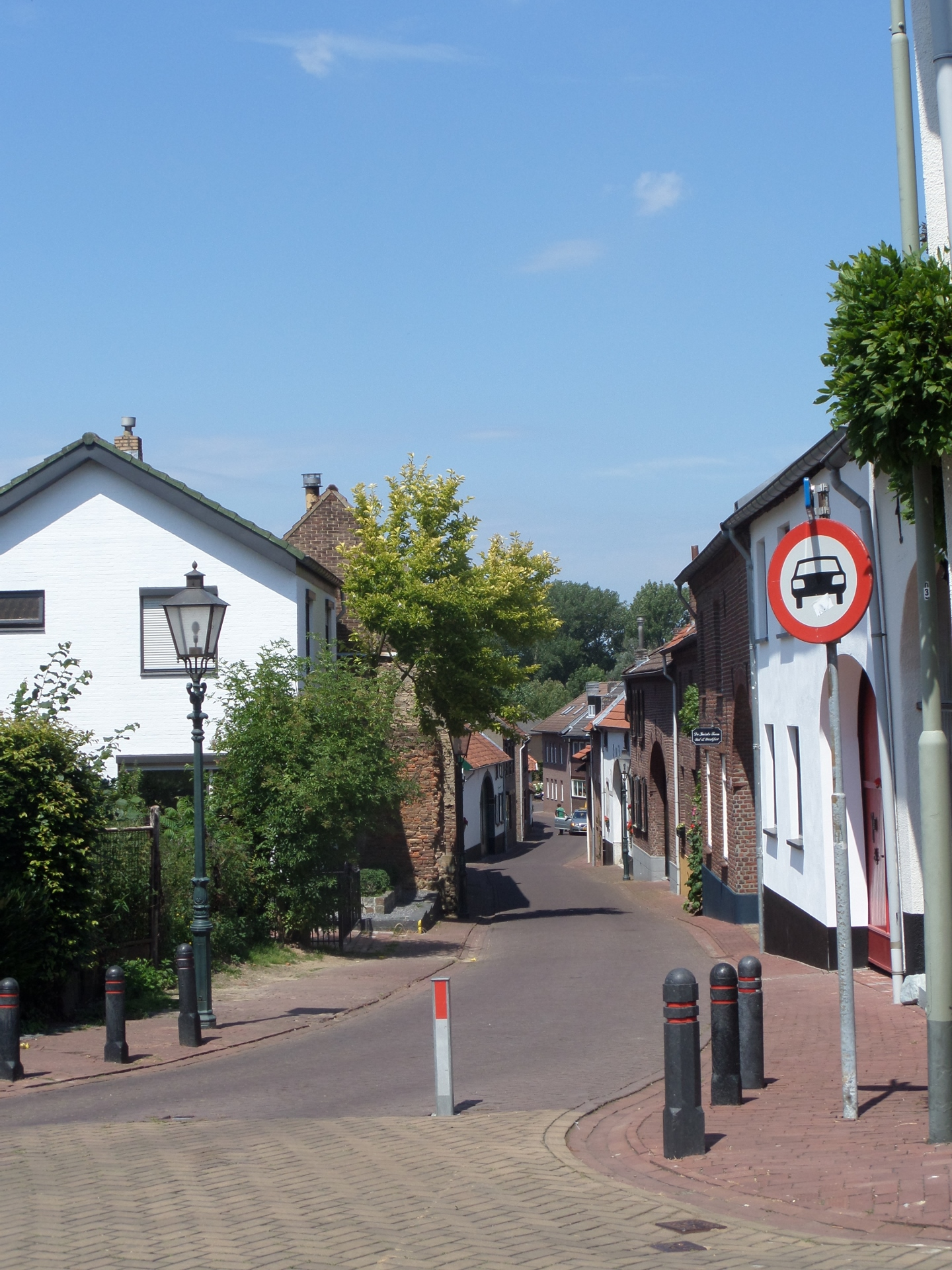
Broekstraat in Leyenbroek

Leyenbroek (Limburgs: Leiebrouk) is een voormalige buurtschap gelegen aan de Geleenbeek in de Nederlandse provincie Limburg. De buurtschap was samen met Stadbroek, Ophoven en Overhoven een van de vier omliggende plattelandskernen van de stad en toenmalige gemeente Sittard. Leyenbroek is in de eerste helft van de 20e eeuw opgegaan in de stedelijke bebouwing van Sittard en is nu een woonbuurt in de wijk Kollenberg-Park Leyenbroek.

## Geografie
De buurt is gelegen aan de zuidelijke stadsrand van Sittard, ongeveer 1,5 kilometer ten zuiden van het centrum. De van zuid naar noord stromende Geleenbeek loopt iets ten westen van de bebouwing en heeft hier een beekdal gevormd, dat aan de oostelijke zijde wordt begrensd door de Kollenberg, waarop de gelijknamige villawijk is gesitueerd. Leyenbroek ligt op een flauwe helling van deze heuvel. Het beekdal is vrijwel onbebouwd gebleven vanwege de drassige ondergrond en bestaat uit vochtige beemden, bos en weilanden. Tussen het centrum en Leyenbroek is het stadspark gesitueerd. Iets ten zuiden van de buurt ligt het kerkdorp Munstergeleen.

## Geschiedenis
De eerste vermelding van Leyenbroek stamt uit het jaar 1360. Het woord broek betekent moeras of drassig land en duidt op de drassige oevers van de Geleenbeek. De bebouwing ontstond in een ietwat afgelegen hoek van de gemeente Sittard langs de toenmalige hoofdverbindingsweg van Sittard via Ophoven naar Munstergeleen; de huidige Broekstraat en Leeuwerik. Deze afgelegen ligging werd omstreeks het jaar 1835 verleden tijd door de aanleg van de nieuwe steenweg van Sittard via Heerlen naar Aken dwars door Leyenbroek; de huidige Leyenbroekerweg en Oude Heerlenerweg. Echter in 1923, met de aanleg van de tramlijn naar Heerlen over deze steenweg, ging deze verbinding voortaan oostelijk langs Leyenbroek lopen om de smalle straten van het plaatsje te ontzien; dit werd de huidige Heerlenerweg. Leyenbroek is altijd een agrarische gemeenschap geweest en dit is nog altijd zichtbaar aan de vele oude overgebleven boerderijen die als een lint langs de straten zijn gebouwd.
In 1889 vestigden de Missionarissen van het Heilig Hart zich in Leyenbroek en stichtten langs de Leyenbroekerweg een klooster. In 1928 werd dit kloostercomplex uitgebreid met een kloosterkerk; de huidige R.K. Kerk Christus Koning. Deze kerk werd gebouwd naar een ontwerp van de Sittardse architect Jos Wielders.
De aanleg van het stadspark tussen Leyenbroek en Sittard in de jaren 20 van de 20e eeuw en de aangrenzende villawijk zorgden ervoor dat het plaatsje aan twee zijden omsloten werd door stedelijke omgeving.

## Voorzieningen
Binnen Leyenbroek is een beperkt aantal voorzieningen aanwezig, waaronder een basisschool en de kerk. Voor winkels zijn de bewoners vooral aangewezen op het centrum en Munstergeleen. De ligging nabij het stadspark en het Geleenbeekdal voorziet in recreatieruimte en groen.

## Bezienswaardigheden
Het straatbeeld van Leyenbroek geniet gemeentelijke bescherming als beschermd dorpsgezicht. De buurt telt verder zes inschrijvingen in het rijksmonumentenregister. Deze monumenten bevinden zich in en rond het kloostercomplex aan de Leyenbroekerweg. Hieronder vallen het kloostergebouw met de Andreaskapel uit 1889, evenals de later aangebouwde kloostervleugels en de kerk.